# Sogdianos
Sogdianos (Sogdyậna; † 423 v. Chr.) war im Jahr 423 v. Chr. etwas über sechs Monate persischer Großkönig aus dem Herrscherhaus der Achämeniden.
Nach dem Tod des Großkönigs Artaxerxes I. hatte dessen Sohn Xerxes II. den Thron bestiegen. Nach Ktesias von Knidos konspirierte gegen diesen jedoch dessen Halbbruder Sogdianos (so die griechische Namensform), der Xerxes nach nur wenigen Wochen ermorden ließ und die Macht an sich riss. Gegen Sogdianos erhob sich jedoch bald darauf ein weiterer Halbbruder des Xerxes namens Ochos. Sogdianos wurde schließlich gestürzt und ermordet, Ochos bestieg als Dareios II. den Thron.
Allerdings ist die Glaubwürdigkeit des Ktesias (bzw. des erhaltenen Auszugs aus dessen Persika, da das Werk nur fragmentarisch erhalten ist) teils nicht zuverlässig. In babylonischen Quellen werden weder Xerxes II. noch Sogdianos als Könige aufgeführt, was die Darstellung bei Ktesias verdächtig erscheinen lässt. Es scheint nach dem Tod des Artaxerxes für kurze Zeit aber drei Könige gegeben zu haben: Xerxes, Sogdianos und Dareios, die alle Anspruch auf den Thron erhoben, wobei sich Dareios letztlich durchsetzen konnte. Matt Waters plädierte dafür, die Darstellung bei Ktesias als glaubwürdig zu betrachten, da mehrere andere der dort genannten Personen auch in den diesbezüglichen babylonischen Quellen erwähnt werden.